# Maniema FC
Maniema Fantastique hay gọi tắt Maniema FC là một câu lạc bộ bóng đá Burundi đến từ Bujumbura. Sân nhà của đội bóng là Prince Louis Rwagasore Stadium có sức chứa 20.000 chỗ ngồi.
Đội bóng hiện tại thi đấu ở Giải bóng đá ngoại hạng Burundi, giải đấu cao nhất của bóng đá Burundi.

## Danh hiệu
- Giải bóng đá ngoại hạng Burundi:1965, 1966, 1967, 1968, 1982, 1995, 1997